# Analista administrativo
A carreira de Analista Administrativo, integrante da estrutura administrativa federal brasileira, é composta de cargos de nível superior de Analista Administrativo, com atribuições voltadas para o exercício de atividades administrativas e logísticas relativas ao exercício das competências constitucionais e legais a cargo das autarquias especiais denominadas Agências Reguladoras referidas no Anexo I da Lei 10.871/2004, fazendo uso de todos os equipamentos e recursos disponíveis para a consecução dessas atividades.

## Ingresso
O ingresso na carreira de Analista Administrativo é feito mediante concurso público de provas e títulos. As provas são eliminatórias e classificatórias (objetivas e discursivas) e a avaliação dos títulos é classificatória, sendo verificada a experiência profissional e a formação acadêmica (doutorado, mestrado, especialização) do candidato. A critério da agência que organiza o concurso, pode ser realizado um Curso de Formação, de caráter eliminatório, para os candidatos classificados dentro do número de vagas após as provas e a avaliação de títulos.
As provas incluem, basicamente, questões de língua portuguesa, língua estrangeira (inglês ou espanhol), informática, direito constitucional, direito administrativo, e aspectos da regulação setorial. Além disso, há também questões de conhecimento específico do setor regulado e da sub-área à qual o candidato concorre (exemplo: para a área "Geral" são exigidos conhecimentos de administração, contabilidade e matemática financeira).
O Curso de Formação possui caráter multidisciplinar, sendo realizado em regime de tempo integral, com carga horária entre 180 e 360 horas, durante o qual o candidato recebe uma bolsa auxílio no valor de 50% da remuneração inicial da carreira.
As vagas podem ser distribuídas por área de especialização: geral, comunicação social, contabilidade, documentação, etc. Contudo, a carreira de Analista Administrativo é única, independentemente da área; por isso, o Curso de Formação é comum a todos os candidatos. A especificação de vagas por área de formação objetiva atender a necessidades específicas da agência que promove o concurso.

## Remuneração
O Analista Administrativo recebe doze salários mensais e mais uma gratificação natalina, no valor equivalente a um salário mensal, além de um terço de um salário mensal como bônus de férias.
A remuneração mensal consiste em uma parcela fixa, o vencimento básico, e de uma parcela variável, denominada GDATR – Gratificação de Desempenho de Atividade Técnico-Administrativa em Regulação.
De acordo com a atual redação da Lei 10.871/2004, a GDATR é calculada em duas partes. A primeira parte é vinculada à avaliação individual do servidor, consistindo em até 20% do seu vencimento básico. A segunda parte é vinculada à avaliação institucional da agência reguladora, consistindo em até 15% do maior vencimento básico da carreira (Classe Especial, Padrão III).
Além da GDATR, está prevista em lei outra gratificação, a GQ – Gratificação de Qualificação, consistindo numa parcela de 10% ou 20% sobre o maior vencimento da carreira, para o servidor com qualificação de doutorado, mestrado, ou pós-graduação em sentido amplo com carga horária mínima de 360 horas-aula, conjugada com a avaliação do seu desempenho no exercício profissional. Contudo, a GQ carece de regulamentação, ainda não tendo sido adotada em nenhuma das agências reguladoras.
Em junho de 2008, a remuneração mensal no início da carreira era de R$ 4.320,51, sendo R$ 2906,66 correspondendo ao vencimento básico inicial, R$ 1353,98 correspondendo à GDATR, e R$ 59,87 correspondendo à vantagem pecuniária individual. No final da carreira a remuneração mensal atinge R$ 7.013,72.
Não foram consideradas as demais parcelas, como o auxílio-alimentação (pago em dinheiro) e outros auxílios a que o servidor porventura fizer jus, como o auxílio-transporte e o auxílio-creche.
Levando em consideração a GQ de 10% a remuneração mensal inicial pode atingir o montante de R$ 4.835,61. Já com a GQ de 20% a remuneração inicial pode atingir o montante de R$ 5.350,71 mensais. Por sua vez, a remuneração no final da carreira pode atingir, respectivamente, R$ 7.528,82 e R$ 8.043,92 mensais.

### Nova remuneração
Em 29 de agosto de 2008 foi publicada a Medida Provisória 441, que reestruturou a composição remuneratória da carreira de Analista Administrativo, dentre diversas outras carreiras, com efeitos financeiros retroativos a julho de 2008. O valor do vencimento básico inicial foi reajustado para R$ 3.740,00, e a vantagem pecuniária individual deixa de ser considerada. A GDATR agora é calculada com base num sistema de pontos: até 20 pontos em função da avaliação de desempenho individual, e até 80 pontos em função da avaliação de desempenho institucional. O valor do ponto inicial é de R$ 58,12. O valor da remuneração agora é de 11.071,00 no início da carreira.

## Progressão e Promoção
A carreira de Analista Administrativo é estruturada em três classes e treze padrões. O ingresso na carreira é feito pela Classe A, Padrão I. O final da carreira consiste na Classe Especial, Padrão III. Eis a distribuição dos padrões por cada classe:
- Classe A – Padrões I, II, III, IV e V;
- Classe B – Padrões I, II, III, IV e V
- Classe Especial – Padrões I, II e III

A progressão de um padrão para outro, assim como a promoção entre as classes (do padrão mais alto de uma classe para o padrão mais baixo da classe seguinte), deve ocorrer em um interstício não inferior a um ano, dependendo da existência de vagas nos padrões superiores além da avaliação da competência e qualificação profissional do servidor.
A Lei n.º 10.871/2004 apenas estabelece os parâmetros gerais para progressão e promoção.
Ainda será objeto de regulamentação por parte do Ministério de
Planejamento, Orçamento e Gestão.
Contudo, duas agências reguladoras já elaboraram regulamentação própria, sem aguardar a regulamentação ministerial.